# 돈 레이크
돈 레이크(Don Lake, 1956년 11월 26일 ~ )는 캐나다의 배우, 작가, 각본가, 텔레비전 배우이다.
토론토에서 태어났다.

## 영화
- 다운사이징 (2017년) - 최종 고객 역
- 마스코츠 (2016년)
- 주토피아 (2016년) - 스튜 홉스 목소리 역
- 덤 앤 더머 투 (2014년)
- 아발론 하이 (2010년)
- 포 유어 컨시더레이션 (2006년)
- 마이티 윈드 (2003년)
- 베스트 쇼 (2000년)
- 다시 사랑할까요 (2000년)
- 덤 앤 더머 서부시대로 가다 (1998년)
- 로켓 맨 (1997년)
- 거프만을 기다리며 (1996년)
- 못말리는 포장마차 (1994, Wagons East)
- 슈퍼 마리오 (1993년)
- 못말리는 비행사 (1991년)
- 터미네이터 2:오리지널 (1991년) - 모스버그 역
- 스피드 존 (1989년)
- 인섹트 (1987년)
- 빅 타운 (1987년)
- 폴리스 아카데미 (1984년)
- 라스베가스의 도박사들 (1982년)
- SCTV 네트워크 90 (1981년)
- 호보 (1979년)